# 소련의 역사 (1917년 ~ 1927년)
소비에트 연방의 역사는 1917년부터 시작한다. 이 해에 러시아 제국은 입헌 군주제, 형식적 민주주의를 거쳐 볼셰비키 10월 혁명을 통해 공산주의 체제가 된다. 소련이 자리잡은 이후 이전 체제 지지자들과 자본주의 국가들의 후원이 합쳐져 러시아 내전이 발생하였으며, 이 기간 동안 소련은 1917년에 수립했던 각종 민주주의적 조치들을 후퇴시킨다.(전시공산주의)
초기에 어려움에 빠졌던 소련은 결국 내전에서 승리를 거둔다. 하지만 애초에 혁명을 주도했던 노동자 층이 많이 사라지고, 많은 자본가들이 해외로 자본을 유출시키는 등 경제적인 문제에 직면하게 된다. 이에 레닌은 신경제정책(New Economic Policy)을 통해 시장경제를 일부 복원시키기로 결정한다. 이 과정에서 기존 러시아 제국의 관료들이 참여하게 되고, 기존 볼셰비키의 혁명적, 민주주의적 요구는 상당 부분 후퇴하게 된다.
1924년에 혁명의 민주주의를 가장 강력히 요구했던 레닌이 사망한 이후, 레닌의 뜻을 이어받은 트로츠키와 새롭게 부상한 관료층을 등에 업은 스탈린이 권력의 중심에 서게 된다. 당시 트로츠키는 전 세계적 차원의 혁명을, 스탈린은 소련 일국만의 혁명은 추구하였는데, 1920년대 유럽의 각종 혁명들이 실패로 돌아감에 따라, 권력의 중심은 점차 일국사회주의를 주장한 스탈린에게 넘어가게 된다.
이후 트로츠키는 스탈린에 의해 소련에서 추방되고, 반스탈린적인 성향을 지닌 공산당 간부들도 추방되거나 처형됨에 따라, 스탈린의 독재체제가 탄생하였다. 일부 트로츠키주의자들은 1927년의 스탈린의 행위를 반혁명으로 규정하며, 소련의 사회체제 역시 공산주의에서 국가자본주의 체제로 변화되었다고 주장했다.(토니 클리프 등)

## 1917년 혁명
제1차 세계 대전 동안, 러시아 제국은 기근과 경제 붕괴를 경험했다. 당시 제국은 1차 대전에 참전하고 있었는데, 전쟁을 견디다 못한 병사들이 전선을 이탈하는 일이 잦았다. 또한 제정에 대한 불만과 전쟁 참가에 대한 회의적인 여론도 높아만 갔다. 페트로그라드 등지에서 시위가 계속되자, 당시 차르였던 니콜라이 2세는 1917년 2월에 퇴위할 수밖에 없었다. (러시아 2월 혁명)
혁명의 결과로 임시정부가 들어섰으며, 알렉산드르 케렌스키가 수장이 되었다. 하지만 1차 대전 참전 방침은 계속되었다. 또한 인구의 80% 이상을 차지하던 소농들이 원하던 토지 개혁 역시 실패로 돌아갔다.
1차 대전 참전이 지속되자, 징집병들의 탈영과 항명은 더욱 더 거세어져 갔다. 인텔리겐치아 층 역시 개혁의 후퇴에 반발하였으며, 사회의 빈곤은 심해져만 갔다. 임시 정부는 이 어떤 것도 해결하지 못했으며, 오히려 사회적 모순이 심해지는 결과만 나왔다. 전선에서 탈영한 병사들이 도시로 돌아와 당시 사회주의에 대한 지지가 높았던 공장 노동 계급과 결합하면서 또 한 차례의 혁명의 분위기가 강해져 갔다.
1917년의 2월과 10월 사이 동안 임시 정부의 권력은 끊임없이 의문시되어왔다. 임시 정부가 공식적인 권력을 쥐고 있었지만, 멘셰비키와 사회혁명당이 주도한 페트로그라드 소비에트가 실질적인 권력을 쥐고 있었다. 당시 사회주의자들은 이러한 상황을 '이중 권력'으로 표현하였다. 하지만 당시 소비에트의 지도자들은 2월 혁명을 민주주의적 개혁을 위한 부르주아 민주주의 혁명으로 규정하고 더 이상의 혁명적 움직임은 보이지 않았다.
여름 동안 취해진 군사적 공세가 실패로 돌아간 이후, 전선에서의 항명 운동은 극에 달했다. 9월에 이르러 독일군이 국경 근처까지 진격하자, 공식적 정부와 군부에 대한 반감이 높아지고, '혁명적 패배주의'를 주장했던 볼셰비키에 대한 인기가 상승했다. 이때 볼셰비키의 주요 인물 중 하나인 트로츠키가 페트로그라드 소비에트의 의장으로 선출되었다.
10월 24일, 임시 정부는 비공식적 권력인 소비에트에 대한 공격을 시작했다. 활동가들이 체포되었고, 선전 활동도 크게 제약을 받았다. 이에 대항한 페트로그라드의 반란이 지속되었으며 볼셰비키는 이를 주도해 결국 임시 정부를 무너뜨리고 권력을 잡게 된다.
10월 혁명은 역사상 보기 드문 무혈 혁명으로 평가되고 있다. 또한 비교적 평화로운 무혈 혁명으로 끝났다는 데에서 임시 정부의 취약성을 보여주기도 한다.

## 러시아 내전

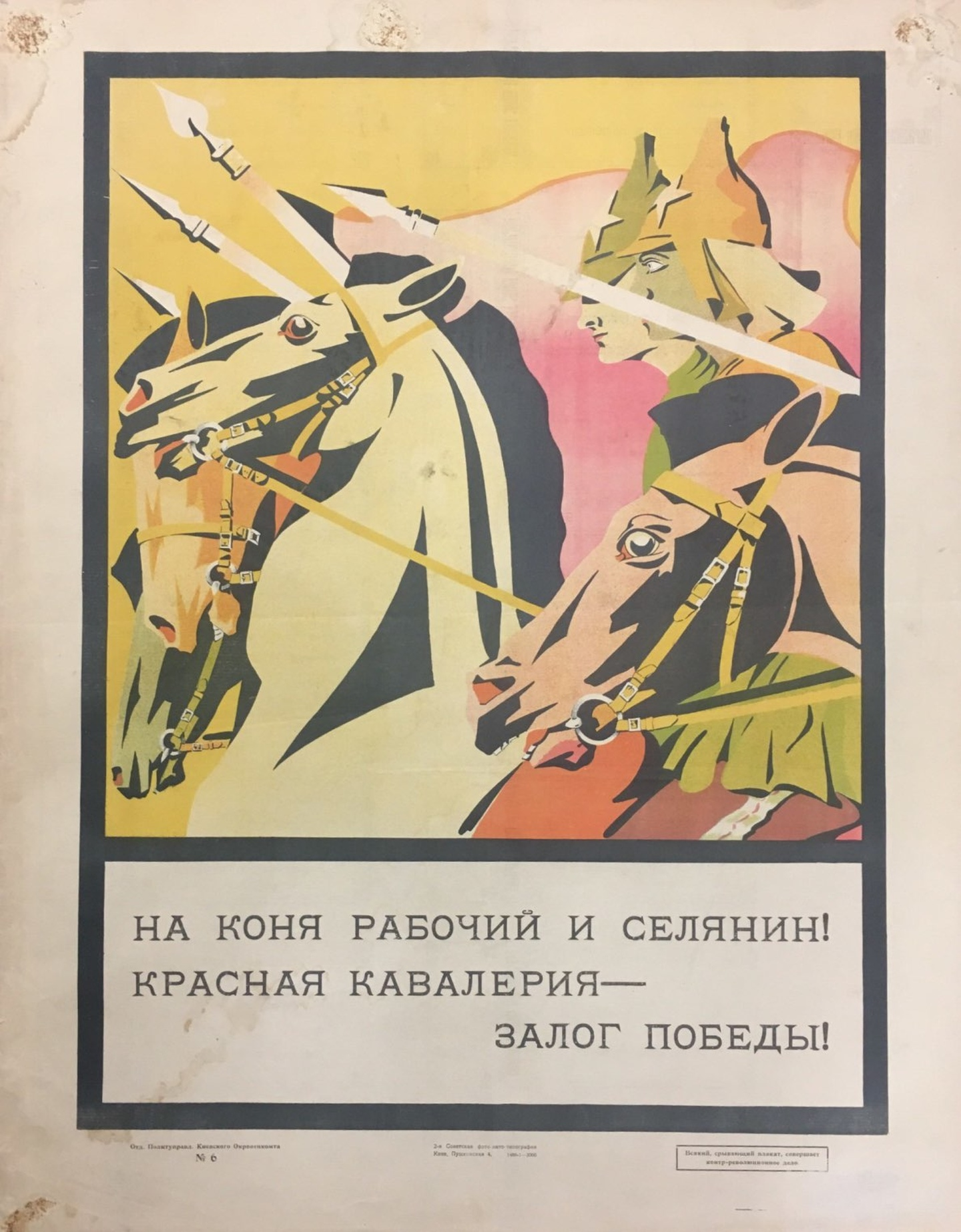
1919년의 러시아 내전 포스터. "노동자와 농민들이여, 말을 타라! 붉은 기병대는 반드시 승리한다." 라고 쓰여 있다.

볼셰비키는 혁명을 위해 혁명 정당의 필요성을 강조하였다. 레닌 등에 의해 주창된 혁명 정당 이론에 따르면, 민주적 중앙집중제로 단결한 단단한 규율로 무장한 활동가들의 비밀 조직인 혁명 정당이 혁명의 성공에 있어서 필수적 요소였다. 레닌은 혁명의 과정에서 "모든 권력을 소비에트로"라는 구호를 내걸었지만, 내전의 시작으로 인해 기존의 혁명 정당의 조직이 유지되었다. 이러한 결정은 1당 독재를 위한 것보다는 실재하는 내전과 외세의 압박에 대한 것이었지만, 크론슈타트 반란과 같은 사건의 원인이 되기도 하였다.
한편 제정과 임시 정부에서 군 수뇌부를 지낸 장교들과 10월 혁명으로 인해 피해를 본 자본가 계급 등은 영국, 프랑스, 일본, 독일, 미국 등 외세의 지원을 받아 러시아 내전을 이끌었다. 한때 소비에트 정부는 페트로그라드 등 러시아 중심부를 제외한 많은 지역의 통제권을 상실하였다. 당시 적군을 이끌었던 트로츠키 등은 포기하지 않고 전투를 계속하였으며, 당시 러시아 민중의 다수도 소비에트 정부를 지지하였기 때문에, 결국 1922년 내전에서 승리할 수 있었다.
러시아 내전 동안의 전시공산주의(War Communism)에 대한 평가는 다양하다. 러시아 혁명을 결국 실패한 혁명으로 보는 입장에서는 훗날 악명을 떨치게 될 국가보안위원회(KGB)의 전신인 체카가 1917년 12월에 창설된 것을 예로 들며, 내전을 핑계로 사실상 공산당의 1당 독재가 확립되었다고 비판한다. 한편 러시아 혁명의 긍정적인 의의를 주장하는 마르크스주의자들은 당시의 정책들이 실제로 혁명이 붕괴될 위험에 맞선 정당한 것으로 평가한다. 마르크스주의자들 내에서도 평가는 다양하여, 전시공산주의 자체가 이후 스탈린 체제의 맹아였다는 주장도 있다.

## 폴란드-소련 전쟁
베르사유 조약으로 인해 폴란드는 1918년 다시 영토와 주권을 회복하였다. 당시 폴란드의 지도자였던 피우수트스키는 러시아가 혁명으로 혼란에 빠진 틈을 타, 예전 폴란드의 영토였던 우크라이나 등지를 침공한다. 초창기에는 폴란드가 소련의 키예프라는 도시를 점령하는 등, 폴란드의 군사적 우세가 계속되었으나, 1920년부터 소련의 반격이 시작되었다. 하지만 바르샤바에서 프랑스의 원조를 받은 폴란드군이 승리함에 따라 소련의 공세는 꺾였으며, 1921년 리가 화약을 통해 전쟁은 마무리된다.

## 신경제정책
1917년 ~ 1921년의 내전 기간 동안 볼셰비키의 정책은 전시공산주의(War Communism)라 불린다. 이 기간 동안 볼셰비키는 농민층의 토지를 몰수하는 등 강력한 정책을 폈으며, 이것이 크론슈타트 반란 등을 불러일으켰다. 물론 이 반란은 트로츠키가 이끄는 적군에 의해 신속하게 진압되었지만, 전시공산주의에 대한 농민층의 민심 이반은 확실하게 보여준 사례였다. 또한 내전 기간 동안 볼셰비키의 핵심 지지층이었던 혁명적 노동자 계급의 다수가 사망하거나 해체됨으로써, 내전 이후 볼셰비키의 지지기반은 오히려 더 약화되었다.
이러한 상황을 극복하기 위해 열린 10번째 당 대회에서 전시공산주의의 종료와 신경제정책(New Economic Policy, 약칭 NEP)의 수립이 선언되었다. 이 정책은 제한적으로 자본주의의 요소를 도입하는 것으로, 소규모의 사기업의 운영이 허용되었으며, 정치활동의 제약도 어느 정도 누그러졌다. 도시의 노동자 계급을 먹여살리기 위해 농업의 잉여가치를 징발하던 것을 멈추고, 농민층이 공개 시장에서 잉여를 내다 팔 수 있도록 정책이 선회되었다. 하지만 중공업, 은행, 금융과 같은 국가 기간산업은 여전히 국유화 상태였다. 많은 도시 노동자 계급이 이런 산업에 고용되었다.
신경제정책의 기간 동안 농업 산출량은 10월 혁명 이전의 상태를 회복함은 물론, 훨씬 증대되었다. 제정 시대의 봉건적인 토지 소유 구조가 해체되었으며, 시장을 통해 농업 잉여를 거래할 수 있게 됨에 따라, 소련의 농업은 눈부신 성장을 거듭하였다. 반면에 내전의 상처를 겪은 공업 분야의 회복과 성장은 상대적으로 더디게 되었다. 공업 발전의 상대적 저하에 따라 공업 상품의 가격은 높이 뛰었다. 이러한 물가 상승이 계속되자 일부 농민층들도 무작정 싼 값에 식량을 도시에 팔지 않게 되었고, 이는 다시 도시민들의 불만을 가져왔다.
볼셰비키 정부는 이에 개입하여 기업들의 독점행위 규제, 핵심 공산품 가격 규제등의 정책을 통해 물가 상승율을 안정시키고, 위기를 극복하기 위해 노력하였다.
한편 신경제정책 시기는 덩샤오핑의 정책과 비슷한 부분이 있다. 덩샤오핑 역시 완전한 중앙집중식 경제보다 사기업의 존재를 인정하며 제한적인 시장경제를 도입하였다.

## 레닌의 사망과 스탈린의 집권
1922년부터 레닌이 각종 병에 시달리게 되자, 공산당 서기장의 직책에 대한 중요성이 떠올랐다. 스탈린은 4월부터 공산당 서기장이 되어 지노비에프, 카메네프와 함께 당의 권력을 잡았으며 동시에 트로츠키의 부상을 견제하였다. 스탈린에 대한 레닌의 의심은 계속되었으며, 1922년 겨울에는 스탈린의 해임을 촉구하는 서한을 작성하였다. 스탈린은 건강상의 이유를 대며 레닌을 배제한 채, 당 기구에 대한 영향력을 증대시켜 나갔다.
한때 지노비에프와 부하린은 스탈린 위주로 권력이 재편성 되는 것을 두려워하여 트로츠키를 통해 스탈린을 견제하려는 시도를 하였으나, 1923년 가을부터는 다시 스탈린-지노비에프-카메네프의 지도체제가 계속되었다. 레닌이 죽기 직전에 치러진 12번째 당 대회에서 트로츠키는 레닌의 유언을 들어 스탈린을 비판하였지만, 대세에 영향을 주지 못하였다.
결국 레닌은 1924년 1월에 병으로 죽고, 스탈린의 해임을 촉구하는 레닌의 유언은 당 중앙위원회에서만 낭독되었을 뿐 출판되지 않았다. 스탈린의 서기장 자리 역시 그대로였다. 이후 스탈린은 자신의 최대 정적이자 좌익 반대파의 수장인 트로츠키에 대한 공격을 시작한다. 1925년 1월, 트로츠키는 국방상(Commisar of War)의 자리에서 물러나게 된다. 이어 스탈린은 일국사회주의를 주장하며, 세계적 차원으로 혁명이 확대되어야 한다는 트로츠키의 영구혁명론을 비판하였다. 1920년대에 일었던 유럽의 혁명적 정세가 점점 약화됨에 따라, 스탈린의 일국사회주의가 점점 설득력을 얻었다.
이처럼 트로츠키가 권력의 핵심에서 점점 소외되자 스탈린과 함께 핵심 간부층이었던 지노비에프와 카메네프가 다시 스탈린으로의 권력 집중을 우려하기 시작했다. 우선 그들은 스탈린과 부하린이 주도하는 신경제정책을 자본주의로의 복귀라 비판하였다. 1925년 12월의 14차 당 대회에서 이러한 갈등이 표면화되었으며, 출판되지 않은 레닌의 유언 문제가 다시 제기되었다. 스탈린은 지노비에프와 카메네프를 비판함과 동시에, 트로츠키를 정치국에서 완전히 배제하였다. 이 때부터 스탈린에 대한 개인숭배 현상이 시작되었다. 스탈린은 '지도자'로 불렸으며, 스탈린에 대한 대표단의 열성적인 찬양도 시작되었다.
트로츠키는 지노비에프와 카메네프를 끌어들여 스탈린과 부하린의 정책에 반대하는 연합 반대파를 구축하였다. 하지만 1926년 경부터 이들의 정치적 영향력은 현저히 감소하였으며, 심지어 1927년 10월에는 중앙위원회에서의 자리마저 빼앗기게 된다. 15차 당 대회가 열리기 직전인 11월에 트로츠키와 지노비에프는 공산당에서 제명당했으며, 연합 반대파가 반대 의견을 표시할 모든 기회를 봉쇄하였다. 결국 지노비에프는 스탈린에게 항복하고, 자신의 연합 반대파 행동을 '반레닌주의'로 규정하였다. 트로츠키를 비롯한 소수의 반대파들에 대한 비난과 조롱은 계속되었고, 1928년 초에 그들은 유배형에 처해지게 된다. 트로츠키는 카자흐스탄 지방으로 보내졌다가 이듬해에 국외추방을 당하게 된다.
좌파적인 반대파를 이끌었던 트로츠키를 제거한 스탈린은 농업 집산화와 빠른 공업화를 추진했다. 이번에는 기존에 자신과 함께 신경제정책을 지지하던 부하린의 비판을 받았다. 부하린과 그를 지지하는 우익 반대파는 스탈린의 경제성장 정책이 농민층의 이반을 낳을 것이라 비판하며 레닌의 유언까지 언급하였다. 하지만 이미 스탈린은 주요 당 기구를 장악하고 있었으며, '합법적'인 경로를 통해 많은 권력을 조종할 수 있는 권한을 획득하였다. 부하린은 지노비에프와 카메네프를 끌어들였지만 스탈린의 권력을 비판할 만한 여력은 남아있지 않았다.

## 같이 보기
- 러시아의 역사
- 레닌주의